# Paris-Saint-Étienne
Paris-Saint-Étienne est une course cycliste française disputée de 1921 à 1939 puis de 1949 à 1952 entre Paris et Saint-Étienne. En 1962, la course Paris-Nice, renommée Paris-Saint-Étienne-Nice, donne lieu à un classement général entre Paris-Saint-Étienne, remporté par Jozef Planckaert.

## Palmarès
| Année     | Vainqueur            | Deuxième              | Troisième             |
| --------- | -------------------- | --------------------- | --------------------- |
| 1921      | Honoré Barthélémy    | Henri Pélissier       | Marcel Huot           |
| 1922      | Jean Rossius         | Théophile Beeckman    | Marcel Godard         |
| 1923      | Robert Jacquinot     | Jean Hilarion         | Maurice Ville         |
| 1924-1925 | non organisé         | non organisé          | non organisé          |
| 1926      | Maurice Van Hyfte    | Maurice De Waele      | Joseph Normand        |
| 1927-1932 | non organisé         | non organisé          | non organisé          |
| 1933      | Roger Lapébie        | Giuseppe Soffietti    | Frans Bonduel         |
| 1934      | Roger Lapébie        | Charles Pélissier     | Antonin Magne         |
| 1935      | Roger Lapébie        | Charles Pélissier     | Yves Le Goff          |
| 1936      | Jules Rossi          | Raoul Lesueur         | Cyriel Van Overberghe |
| 1937      | Pierre Cloarec       | Hubert Deltour        | Émile Gamard          |
| 1938      | Theo Pirmez          | Frans Bonduel         | Albertin Dissaux      |
| 1939      | Fernand Mithouard    | Cyriel Van Overberghe | Lucien Storme         |
| 1940-1948 | non organisé         | non organisé          | non organisé          |
| 1949      | Maurice Desimpelaere | Maurice Diot          | Karel De Baere        |
| 1950      | Daniel Thuayre       | Robert Desbats        | Camille Danguillaume  |
| 1951      | Attilio Redolfi      | Jean Guéguen          | Jean Breuer           |
| 1952      | Marcel Hendrickx     | Alain Moineau         | Robert Bonnaventure   |
| 1953-1961 | non organisé         | non organisé          | non organisé          |
| 1962      | Jozef Planckaert     | Tom Simpson           | Raymond Poulidor      |